# ويرد: قصة أل يانكوفيك
ويرد: قصة أل يانكوفيك (بالإنجليزية: Weird: The Al Yankovic Story)‏ هو فيلم سيرة ذاتية أمريكي من إخراج إريك أبيل وبطولة دانيال رادكليف، إيفان رايتشل وود، راين ويلسون، توبي هوس، جوليان نيكلسون وكينتا برونسون، عرض الفيلم لأول مرة في 8 سبتمبر 2022 بمهرجان تورونتو السينمائي الدولي.

## روابط خارجية
- ويرد: قصة أل يانكوفيك على موقع IMDb (الإنجليزية)
- ويرد: قصة أل يانكوفيك على موقع ميتاكريتيك (الإنجليزية)
- ويرد: قصة أل يانكوفيك على موقع روتن توميتوز (الإنجليزية)
- ويرد: قصة أل يانكوفيك على موقع ألو سيني (الفرنسية)
- ويرد: قصة أل يانكوفيك على موقع فيلمافينيتي (الإسبانية)
- ويرد: قصة أل يانكوفيك على موقع قاعدة بيانات الفيلم (الإنجليزية)
- ويرد: قصة أل يانكوفيك على موقع ليتربوكسد (الإنجليزية)
- ويرد: قصة أل يانكوفيك على موقع كينوبويسك (الروسية)